# Foncine-le-Haut
Foncine-le-Haut es una localidad y comuna francesa situada en la región de Franco Condado, departamento de Jura, en el distrito de Lons-le-Saunier y cantón de Planches-en-Montagne.

## Demografía
| 728 | 785 | 710 | 773 | 855 | 945 | 195 |
| Para los censos de 1962 a 1999 la población legal corresponde a la población sin duplicidades (Fuente: INSEE [Consultar]) |     |     |     |     |     |     |